# Psilolemma
Psilolemma és un gènere monotípic de plantes de la subfamília de les cloridòidies, família de les poàcies. La seva única espècie: Psilolemma jaegeri (Pilg.) S.M.Phillips, és originària de l'est d'Àfrica.
El gènere va ser descrit per Sylvia Mabel Phillips i publicat a Kew Bulletin 29(2): 267. 1974.
Etimologia
El nom del gènere al·ludeix a les seves lemes suaus i glabres.
Sinonímia
- Diplachne jaegeri Pilg.
- Odyssea jaegeri (Pilg.) Robyns i Tournay[2]